# Saint-Genès-du-Retz
Saint-Genès-du-Retz – miejscowość i gmina we Francji, w regionie Owernia-Rodan-Alpy, w departamencie Puy-de-Dôme. Nazwa miejscowości pochodzi od imienia św. Genezjusza.
Według danych na rok 1990 gminę zamieszkiwało 416 osób, a gęstość zaludnienia wynosiła 50 osób/km² (wśród 1310 gmin Owernii Saint-Genès-du-Retz plasuje się na 458. miejscu pod względem liczby ludności, natomiast pod względem powierzchni na miejscu 878.).